# Cimitero britannico di Montevideo

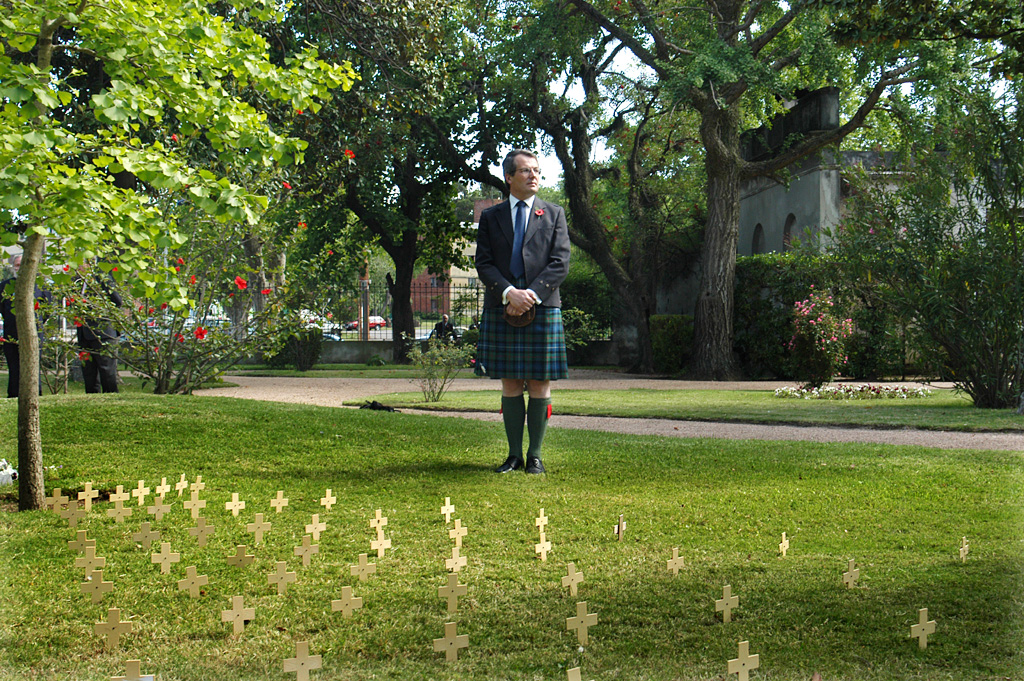
L'ambasciatore britannico Hugh Salvesen fa visita al cimitero britannico di Montevideo

Il cimitero britannico di Montevideo (in inglese British Cemetery of Montevideo, in spagnolo Cementerio Británico de Montevideo) è uno dei più antichi cimiteri ancora attivi in Uruguay.
Il terreno apparteneva a padre Manuel Salinas, un portoghese che era responsabile della sua amministrazione durante la colonizzazione portoghese dell'Uruguay, in quella che divenne poi nota come Provincia Cisplatina. Nel 1825, quando l'Uruguay si separò dall'Impero brasiliano e proclamò la sua indipendenza, Salinas vendette i diritti di proprietà a John Hall per $ 400 (nella valuta dell'epoca).
Nel 1828, Thomas Samuel Hood acquistò il cimitero per conto della comunità di lingua inglese in Uruguay. Tuttavia, la rapida crescita della città ha causato, sotto l'influenza del movimento di pianificazione urbana, il suo trasferimento nel quartiere del Buceo, dalla sua posizione originale nella Avenue 18 de Julio, nel centro di Montevideo. Il presidente Máximo Santos emise un decreto che ordinava il trasferimento del cimitero e il risarcimento per le famiglie inglesi. A quel tempo, il cimitero era conosciuto come "il cimitero degli inglesi".

## Personaggi illustri sepolti
Alcune persone che furono sepolte in questo cimitero sono immigranti britannici, tedeschi o i loro discendenti. Si possono trovare i resti mortali di alcuni uruguaiani come Julio María Sosa, ex presidente dell'Club Atlético Peñarol.
- Charles John Ayre (1905), console britannico a Montevideo.
- William Robert Cameron (1913), capo della London & Brazil Bank.
- John Christie (1926).
- Robert Walter Craven (1850-1866), figlio di William Craven, II duca di Craven.
- Newell Eleazar Davis (1951).
- William Huskinson Denstone (1925), proprietario ed editore di The Montevideo Times.
- William Fraser (1921), presidente dell'OSE.
- Eleonorah Gordon de Frías (1914-1978) e Gonzalo Frias (1904-1985), i nonni paterni di Paula, menzionati in un romanzo di Isabel Allende.
- Robert Gore (1810-54), "l'onorevole", capitano britannico.
- John Gray (1933).
- John Harley (1886-1960), calciatore uruguaiano di origine scozzese.
- Sir Robert Jackson (2000), presidente della British Cemetery Society.
- Francis Gorham Jackson (1942).
- Samuel Fisher Lafone (1805-1871).
- Thomas Frederick Lane (1859-1946).
- Samuel Hill Lawrence (1831-68), capitano irlandese che ha ottenuto la Victoria Cross.
- Henry C. Lichtenberger (1873-1934), fondatore dell'Albion Football Club.
- William Charles McClew (1998), presidente della British Cemetery Society.
- Allan McDonald (1883-1929), console britannico a Montevideo.
- Major John Munro (1878), console britannico a Montevideo.
- John Oldham (1836-1910), presidente della rete telegrafica.
- Jorge Enrique Sanderson (1881-1963), fondatore, giocatore e presidente del Montevideo Wanderers Fútbol Club.
- Armonía Somers (1914-94), scrittrice uruguaiana.
- Juan Storm (1927-95), artista uruguaiano.
- Thomas Tomkinson (1904-79), uomo d'affari britannico nato in Germania.